# .260レミントン
.260レミントン (英: .260 Remington) は1997年にレミントン・アームズが発表したライフル実包である。6.5-08 A-Square としても知られている。レミントンがこの装弾を標準化する前にも.308ウィンチェスターをベースとした多くのワイルドキャット・カートリッジが存在していた。この実包はより高圧力で使用されるが、弾頭重量が140グレーンを超えないときの弾道は 6.5×55mm におおむね類似している。さらに重い弾頭を使用した場合、6.5×55mm の弾速はより速くなる。また、.260レミントンの全長は 6.5×55mm よりも短いため、6.5×55mm よりも短いアクションに装填できる。
6.5 mm (.264") は比較的高い弾道係数を持つため、ベンチレスト射撃やメタル・シルエット射撃、長距離射撃などのライフル射撃競技において.260レミントンは成功を収めてきている。比較すると、リコイルが著しく小さいにもかかわらずその軌道は.300ウィンチェスター・マグナムに匹敵する。
またライフルの口径を.308ウィンチェスター (あるいは.243ウィンチェスター、7mm-08レミントン、.338フェデラルなどの子孫実包) から.260レミントンに交換する場合、一般的に単なる銃身の交換だけで済む。

## 起源と歴史
レミントンには成功を収めたワイルドキャット実包の採用実績があり、そのライフルと弾薬を販売し時には実包にレミントンの名を実包に命名してきた。.22–250レミントン、.25-06レミントン、7mm-08レミントンといった他の多くの実包と同じように、.260レミントンは6.5-08という名称のワイルドキャット実包として始まり、最終的にはレミントンによって商用実包として発売された。しかし、レミントンがこの実包の標準化を最初に試みたわけではない。当初は LTC Arthur Alphin と彼の会社 A-Square LLC が標準化のために SAAMI に最初に提案と図面を提出した。その数カ月後にレミントンが同様の書類を SAAMI に提出した。そしてこの騒動が収まると、6.5-08は 6.5–08 A-Square ではなく.260レミントンと呼ばれるようになった。
6.5-08実包は単に.308ウィンチェスターをネックダウンしたものである。ハンドローダーとワイルドキャッターは7mm-08レミントンをネックダウン、あるいは.243ウィンチェスターをネックアップすることで.260レミントンの薬きょうを作ることができる (両方とも.308ウィンチェスターをベースにしている)。親となる実包は容易に安価で手に入るため、6.5-08は 6.5×55mm のような実包の経済的な代替品である。.243ウィンチェスター、.308ウィンチェスター、あるいはこれらほどではないが7mm-08と比較すると6.5-08は優れた弾道係数と断面密度を持つ。
6.5-08はワイルドキャット実包であったため、薬室を切るリーマーによって薬室のばらつきがあった。さらに.243ウィンチェスターと.308ウィンチェスターのどちらから成形するかによってネックの厚さ、すなわち実包の寸法に影響があった。特定のライフル用に整形された実包は、別のライフルでは薬室にうまく適合しないだけでなく危険な圧力に達することもある。実包の標準化によってワイルドキャット実包であることによって引き起こされる問題が解決された。
歴史的に.264 (6.5 mm)口径は北アメリカにおいては商業的に失敗しているが、ヨーロッパ、特にスカンディナヴィア諸国においては主力口径のひとつである。6.5×54mmマンリヒャー・シェナワー、6.5×57mmモーゼル、6.5-284ノルマはヨーローッパにおいて確実な支持を得ている。しかし、北米においては.264ウィンチェスター・マグナムとその後の6.5mmレミントンマグナムを始めとしてこの口径は商業的に大きく失敗し続けている。.260レミントンもこの北米の傾向に沿っているように思われ、2011年にはレミントンは.260レミントンの Model Seven Synthetic を生産したのみで、.260の Model 700 CDL　と Model Seven (ユース・モデルを含む) のようなライフルは廃止となった。しかし、レミントンは複数の.260レミントン装弾の製造を続けている。2010年の NRA High Power National Championship で Sherri Gallagher 軍曹が.260レミントンを使用し優勝したことによって人気は復活し、ラプアは2011年の SHOT Show で.260レミントンの薬きょうの製造を発表した。

## 設計と仕様
.260レミントンは.308ウィンチェスターの薬きょうを親薬きょうとして使用しているが、.264口径弾頭を装着できるようにネックダウンしているだけで他に変更されている点はない。現代的な設計に従っているため、親となった実包には、M14、FN FAL 、H&K G3 のような自動装填ライフルで確実に装填できるように、テーパーはほとんどない。.260レミントンの薬きょう容量は 3.47 mL (53.5 グレーン) H2O) である。
SAAMI と C.I.P.、いずれにおいても.260レミントン実包の設計仕様が策定されている。両組織の寸法の差はわずかであり、この寸法差はもう一方の組織の公差内にほとんど収まるが、 C.I.P. はこの実包を デルタL問題実包として掲げている。SAAMI の寸法は1999年の1月29日、レミントンの申請が承認されたときに発行された。

### SAAMI 仕様
.260レミントンの SAAMI 規格図 すべての寸法はインチ (ミリメートル)
SAAMI は6条、ツイスト 9 in (229 mm) (1:9)、ランド幅 .095 in (2.41 mm) の銃身を推奨している。推奨される山径は .256 in (6.50 mm)、谷径は .264 in (6.71 mm) である。また、圧力 60,000 psi (4,137 bar) での使用が推奨されている。

### C.I.P. 仕様
.260レミントンの最大 C.I.P. 実包寸法 すべての寸法はインチおよびミリメートル
アメリカにおいてはショルダー角を alpha/2 = 20°と定めている。もっとも一般的なライフリングのツイストは 229 mm (1:9 in)、山径は 6.50 mm、谷径は 6.71 mm、ランド幅は 2.42 mmであり、雷管の種類はラージ・ライフルである。
C.I.P. (Commission Internationale Permanente pour l'Epreuve des Armes à Feu Portatives) の公式ガイドラインによると、.260レミントンは 415 MPa (60,190 psi) までのピエゾ圧力に耐えられる。C.I.P. 規制下の国においては、消費者に販売できることを証明するためにすべての実包は最大 C.I.P. 圧力の125%で耐力試験を行う必要がある。

## 性能
.260レミントンの.264口径 (6.5 mm) にはいくつかの利点があり、それは断面密度と弾頭の優れた重量である。工場装弾は通常 120 gr (7.8 g) から 140 gr (9.1 g) の重量の弾頭を使って製造される。リローディングでは 85 gr (5.5 g) から 160 gr (10 g) の重量を使用することができる。120 gr (7.8 g) 弾頭の断面密度は0.246でこれは 165 gr (10.7 g) の.308 (7.62 mm) 口径弾頭に、140 gr (9.1 g) 弾頭の断面密度は0.287でこれは 190 gr (12 g) の.308 (7.62 mm) 口径弾頭に類似している。また、160 gr (10 g) 弾頭の断面密度は0.328でこれは 220 gr (14 g)  の.308 (7.62 mm) 口径弾頭と類似している。断面密度は貫通力を左右する大きな要因となるため、.264 (6.5 mm) 口径は、北米においては小型の口径ではあるが、この分野で優れた結果を残すことができる。Walter D.M. Bell はその生涯で千以上の象を撃ったことで知られているが、.264口径 (6.5 mm) と.284口径 (7 mm) のライフル銃も使用していた。
.260レミントンの薬きょう容量は 6.5×55mm よりもわずかにすくないがより高い圧力を実現することができる。しかし、.260レミントンと6.5mmクリードモアを比較すると逆のことが言える。これらはほとんど同じようであるが、6.5mmクリードモアは.260レミントンよりも高い薬室圧力を実現することができ、これによって、ある弾倉の長さや実包の全長が与えられたとき、.260レミントンの最大弾丸全長あるいはオージャイブ長よりも長い弾頭 (より空力的に優れており、短い弾頭よりも高い断面密度を持つ) を使用することができ、さらに、.260レミントンは薬きょうの容量と長さがより大きいが、ある弾頭重量に対して.260レミントンと6.5mmクリードモアの銃口初速はほとんど同じである。しかし、いくつかの理由 (6.5x55mmスウィディッシュよりも高い薬室圧力とより短い薬きょう長) によって、.260レミントンは6.5x55mmスウィディッシュよりも優れた性能を持つ。一般的に.260レミントンでは銃口初速 2,890 ft/s (880 m/s) を出す 120 gr (7.8 g) 弾頭や銃口初速 2,750 ft/s (840 m/s) の 140 gr (9.1 g) 弾頭が使用される。一方、スウェーデンのノルマでは 6.5×55mm では銃口初速 2,822 ft/s (860 m/s) の 120 gr (7.8 g) 弾頭や銃口初速 2,690 ft/s (820 m/s) の 140 gr (9.1 g) 弾頭が使用されている。
.260レミントンに北ヨーロッパで人気にある 160 gr (10 g) 弾頭を使用することも可能だが、実包の全長が比較的短いため弾頭を薬きょうボディーの深いところまで挿入しなければならず、火薬を入れる空間が少なくなくなってしまう。そのため、この実包においては一般的に 140 gr (9.1 g) を超える重量の弾頭は推奨されない。

## スポーツにおける利用

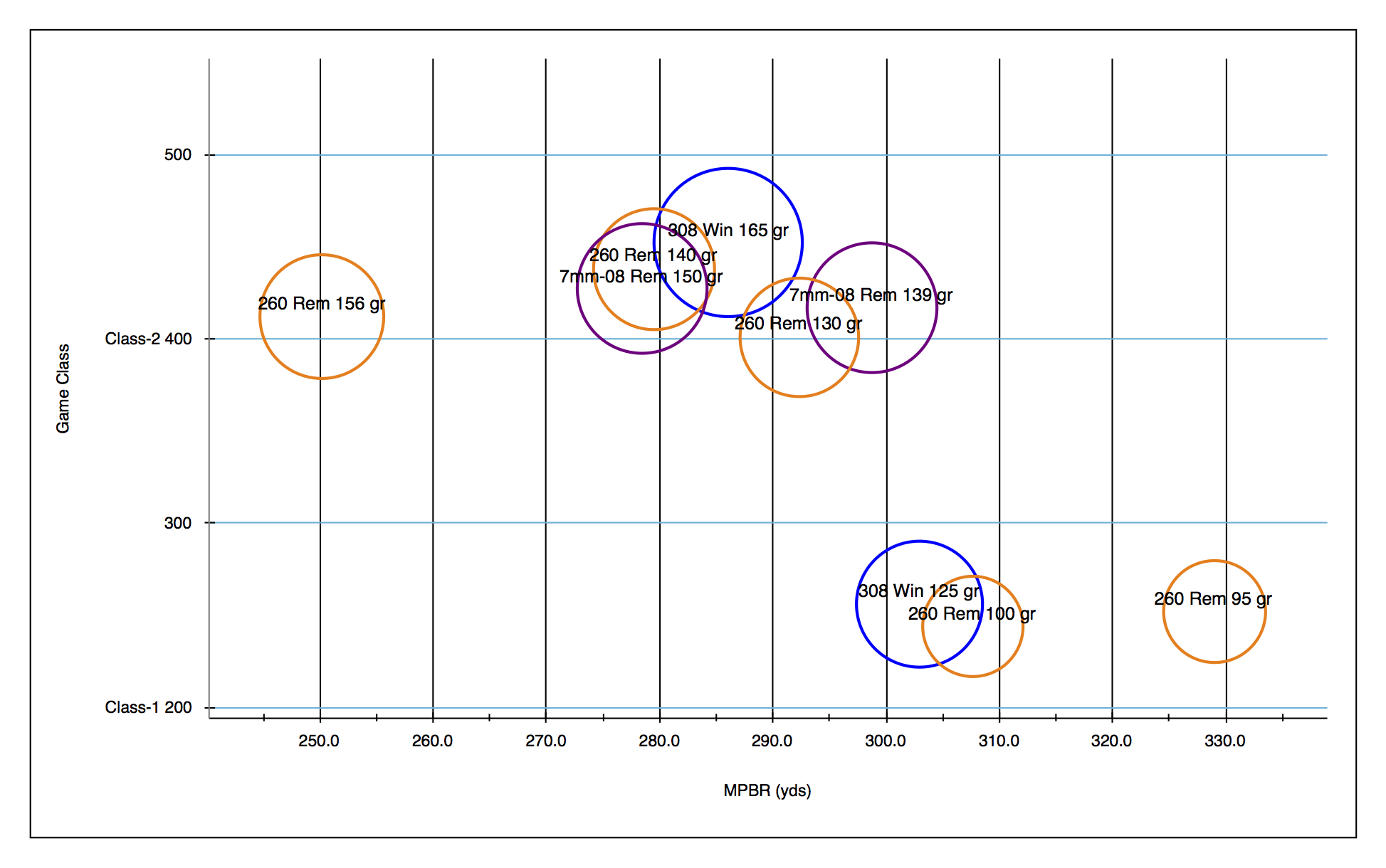
ゲーム・クラス対6インチ標的に対する.260レミントンの最大直線弾道距離 (円の大きさはリコイルに比例)

そのベースとなった薬きょうのおかげで.260レミントンはタクティカルあるいは標的射撃用のライフルに使用されている。7.62×51mm NATO や.308ウィンチェスター口径のライフルは適当な.260レミントンの銃身を追加するだけで口径を変更できる。Lewis Machine & Tool (LMT)、アーマライト、LaRue、DPMS Panther Arms、McMillan Firearms (Tubb 2000 のメーカー)、KMW といった会社が現在この実包用のタクティカル・ライフルを製造している会社として挙げられる。6.5 mm (.264口径) の弾頭は優れた弾道係数を持ち、特にスカンジナビア諸国において標的射撃に使用されている。Tubbs は2010年の NRA HP Championship で優勝したライフルを製造している。.260レミントンはメタリック・シルエット射撃 においても人気を高めている。2014年の NRA Nation Championship 用具調査では、.260レミントンはハイ・パワー・ライフル、ハイ・パワー・ハンティング・ライフルでともに最も人気のある口径として挙げられている。
.260レミントンはレイヨウ、ヒツジ、ヤギ、カリブーに対して効果的な実包であり、その性能はスウェーデンとフィンランドでヘラジカに対して広く使用されている 6.5×55mm と似ている。エルクやムースのようなクラス3の獲物を捕獲することができる一方で、一部のハンター、特に大型のムースやエルクを狩猟するカナダのプロハンターは、これらの大型のシカに対してはわずかにパワー不足であり、オジロジカやミュールジカのような小型のシカへの使用が最適であると考えている。通常.260レミントンよりもパワーは小さい6.5×55mm は、ノルウェーやスウェーデンでは最低で重さ 9 g (140 gr) の弾頭を使用してヘラジカに対して使用される。.260レミントンは重さ 440 lb (200 kg) 以下のアフリカのレイヨウのようなクラス2の動物を狩猟するのには素晴らしい実包であると考えられる。

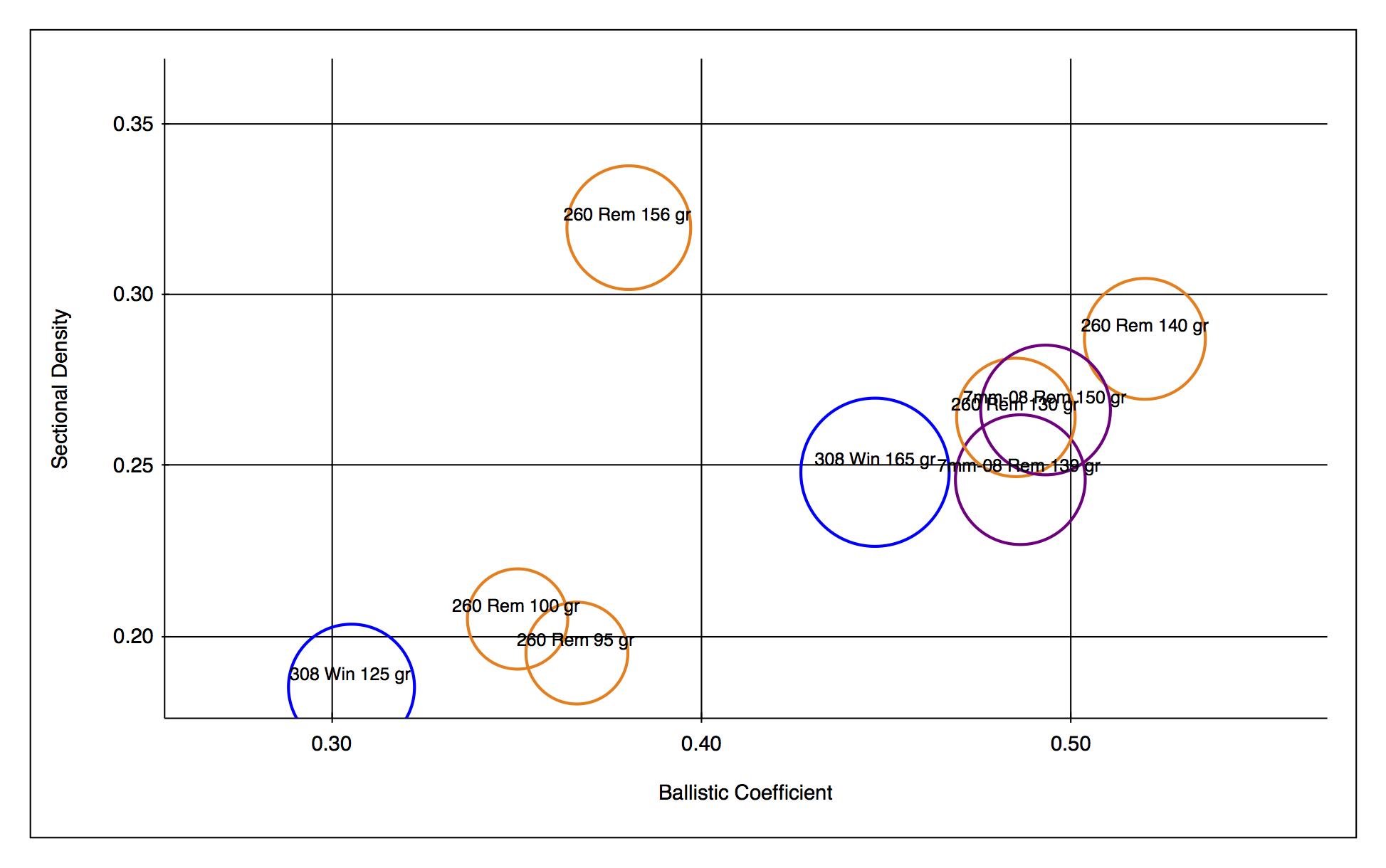
断面密度 対 弾道係数

軽めの弾頭を使用することによって、.260レミントンはマーモット、ウッドチャック、ボブキャット、コヨーテといったようなヴァーミントや小型肉食動物のハンティングにも有用である。毛皮の利用が目的でない限り弾頭は迅速に広がるような設計のものを使用するべきである。毛皮を利用する場合は FMJ などの広がらない弾頭も使用できる。
ラプアの 138 gr (8.9 g)、バーガーの 140 gr (9.1 g)、シエラの 142 gr (9.2 g) といった VLD 弾頭を使用した.260レミントンは、より小さい風による偏流と約半分のリコイルで 1,000 yd (910 m) においてシエラ 190 gr (12 g) 弾頭を使用した.300ウィンチェスター・マグナム の性能に匹敵する。
120 gr (7.8 g) のボートテール弾頭では、400 yd (370 m) における残存エネルギーは 180 gr (12 g) の.308ウィンチェスターに匹敵するが,、生じるリコイルは .308 Win のそれのおおよそ3/4だけである。

## ライフルと装弾
レミントンが.260レミントンを発表したとき、Model 700 (BDL および CDL) と Model Seven (CDL および Youth) の両方でこの口径用のライフルを販売した。また法執行機関 (Law Enforcement、LE) 限定モデルの Model 700 でもこの口径用のライフルを販売した。レミントンはこれらのライフルでの.260レミントン口径モデルを廃止したが、レミントン・カスタム・ショップでは継続してこの口径用のライフルを製造している。
ブローニングは一時期、Winchester 1885 Low Wall のコピーで B78 として販売していたライフルと A-Bolt Micro Hunter でこの口径用のモデルを販売していた。その後、ブローニングはこれらのモデルでの.260レミントン口径用のものを廃止した。
サベージ・アームズは複数の.260レミントン口径ライフルを生産している。現在は Hunter Series 11 FCNS、Weather Warrior Series 16 FCSS、Target Series Model 12Long Range Precision といったライフルを販売している。またサベージは Model 10 Predator Hunter Max 1、Model 11 Lightweight Hunter、Model 11 Long Range Hunter といった特殊なライフルでもこの口径用のものを販売している。
ルイス・マシーン&ツールは MWS シリーズのライフル向けの.260レミントン銃身を販売しており、これによって複数の異なる口径の銃身を素早く交換することができる。
ティッカは.260レミントン口径で T3 シリーズの複数のバリエーションを販売している。
SAKO TRG 22 競技・狙撃用ライフルでも.260レミントンが利用可能である。
同様に LaRue は.260レミントン口径の PredatOBR (AR-10 スタイルのライフル) を発表した。
| 弾薬 | 弾頭                          | 銃口初速             | 銃口エネルギー         | MPBR/Zero                     | 状態       |
| --- | ----------------------------- | -------------------- | ---------------------- | ----------------------------- | ---------- |
| COR-BON DPX260120-20 | 120 gr (7.8 g) DPX Hunter     | 2,900 ft/s (880 m/s) | 2,241 ft⋅lbf (3,038 J) | 281 yd (257 m)/239 yd (219 m) | 2010年廃番 |
| COR-BON DPX260120T-20 | 120 gr (7.8 g) DPX Hunter Tip | 2,900 ft/s (880 m/s) | 2,241 ft⋅lbf (3,038 J) | 285 yd (261 m)/242 yd (221 m) | 現行品     |
| Federal P260A | 140 gr (9.1 g) GameKing       | 2,700 ft/s (820 m/s) | 2,266 ft⋅lbf (3,072 J) | 270 yd (250 m)/229 yd (209 m) | 現行品     |
| Federal P260B | 120 gr (7.8 g) Nosler BT      | 2,950 ft/s (900 m/s) | 2,319 ft⋅lbf (3,144 J) | 291 yd (266 m)/247 yd (226 m) | 現行品     |
| Federal P260C | 120 gr (7.8 g) Barnes TSX     | 2,930 ft/s (890 m/s) | 2,287 ft⋅lbf (3,101 J) | 283 yd (259 m)/247 yd (226 m) | 現行品     |
| Remington PRA260RA | 120 gr (7.8 g) Accu-Tip       | 2,890 ft/s (880 m/s) | 2,225 ft⋅lbf (3,017 J) | 287 yd (262 m)/243 yd (222 m) | 現行品     |
| Remington R260R1 | 140 gr (9.1 g) Express        | 2,750 ft/s (840 m/s) | 2,351 ft⋅lbf (3,188 J) | 271 yd (248 m)/230 yd (210 m) | 現行品     |
| Remington PRC260RB | 140 gr (9.1 g) Core-Lokt      | 2,750 ft/s (840 m/s) | 2,351 ft⋅lbf (3,188 J) | 273 yd (250 m)/231 yd (211 m) | 現行品     |
| Remington RL2601 | 140 gr (9.1 g) Managed Recoil | 2,360 ft/s (720 m/s) | 1,731 ft⋅lbf (2,347 J) | 236 yd (216 m)/200 yd (180 m) | 現行品     |
| 値はそれぞれのメーカーによるものである。59°F での標高1000フィート地点に補正されている。 MPBR/Zero 値は Big Game Info によるものである。 |                               |                      |                        |                               |            |

## 論争
現在一般的に.260レミントンとして知られる実包は1996年に SAAMIによって標準化するために A-Square Company が提出したもので、これはレミントンがレミントンの名を付けた実包の計画を発表する数ヶ月前のことであった。A-Square の申請では 6.5-08 A-Square と呼ばれていた。いまでも一部の利用者はこの実包をこの名前で呼んでいる。
SAAMI がレミントン・アームズの6.5-08実包の標準化に関する申請を受諾して以来、A-Square はこの実包をラインナップから除外し弾薬の販売を取りやめた。
その代わりに、A-Square は.30-06スプリングフィールドをベースとして.264口径 (6.5 mm) にネックダウンした 6.5-06 A-Square 実包のライフルと弾薬を製造している。この実包は.260レミントンよりも 200 ft/s (61 m/s) 以上速い速度を誇っている。